# 克雷翁达马尼亚克
克雷翁达马尼亚克（法語：Créon-d'Armagnac，意为“阿马尼亚克的克雷翁”）是法国朗德省的一个市镇，属于蒙德马桑区。该市镇总面积21.26平方公里，2009年时的人口为325人。

## 人口
克雷翁达马尼亚克人口变化图示